# Trivêneto

As trés Venezas (Trivêneto)

A expressão Três Venezas (ou Triveneto) começou ser usada por alguns círculos culturais, na segunda metade do século XIX na Itália, depois da Segunda Guerra de Independência Italiana, para identificar  a área geográfica constituída pelas  regiões  do  Vêneto,   Trentino-Alto Ádige e  Friul-Veneza Júlia, situadas no nordeste do país.
Toda a área do Trivêneto estava sob domínio austríaco em 1863, quando o conceito das "Três Venezas" foi criado pelo glotólogo Graziadio Isaia Ascoli, para marcar a semelhança cultural (sem conotações irredentistas) da Veneza Tridentina e da Veneza Júlia, que estavam sob domínio  do Império Austríaco (Império Austro-Húngaro a partir de 1867). 
As três Venezas de Ascoli eram inspiradas na  Regio X (Venetia et Histria), uma das onze regiões em  que a província romana da Itália  fora dividida por Augusto, em c. 7 d.C.   Assim, segundo Ascoli, o sudoeste do império Austro-Húngaro correspondia a três regiões interconectadas histórica, geográfica e culturalmente, que ele chamou "as Três Venezas", delimitando-as da seguinte forma:
- Venezia Euganea, assim denominada em homenagem aos eugâneos (povo que habitou a região antes da chegada dos vênetos) e que compreende  as atuais regiões do Vêneto  (províncias de Veneza, Rovigo, Padova, Vicenza, Verona, Belluno, Treviso) e do  Friul (atuais províncias de Udine e Pordenone);
- Venezia Tridentina,  que era parte do histórico  Condado do Tirol e estava situada ao sul do Passo do Brennero (correspondendo atualmente à região do Trentino-Alto Ádige);
- Venezia Giulia, que correspondia à área do  Litoral austríaco e mais o porto húngaro de  Rijeka (em italiano, Fiume) [4]

A criação dessas entidades geográfico-históricas, no contexto do  século XIX, teve forte impacto político, reforçando a crença de que aquelas áreas periféricas do  Império Austríaco eram, de jure, parte do território italiano. Assim, as denominações propostas por Ascoli para as Três Venezas logo foram assumidas pelos irredentistas italianos, que pretendiam a se apropriar indevidamente do Trentino, bem como do Litoral austríaco, da cidade portuária de Fiume e da Dalmácia à Itália.
A Itália anexou  a Venezia Euganea em 1866, após a Terceira Guerra da Independência Italiana  (Paz de Praga (1866) e um controverso plebiscito. A Venezia Giulia e a Venezia Tridentina passaram a ser parte da Itália em  1919, logo após a  Primeira Guerra Mundial. As denominações  Venezia Giulia e Venezia Tridentina tornaram-se  oficiais, aplicando-se aos territórios  que a  Itália desapropriou da Áustria-Hungria, mediante os tratados de  Saint-Germain-en-Laye (1919) e Rapallo (1920). Assim, a  nomenclatura de Ascoli substitui as antigas denominações, Tirol e Litoral austríaco. 
Depois da Segunda Guerra Mundial,  a Itália conserva a maior parte das Três Venezas, mas perde o vale do Alto Isonzo juntamente com a  parte leste de Gorizia (depois chamada Nova Gorica),  a cidade de Fiume, a maior parte da região de Carso  e a maior parte da  Ístria para a Iugoslávia (Tratado de Paris (1947). As áreas de Trieste (Zona A) e noroestre da Ístria (Zona B) constituíram o  Território Livre de Trieste: em 1954, a Itália reanexou a Zona A, enquanto a Zona B foi cedida à Iugoslávia.
O nome Venezia Tridentina cai em desuso depois do governo fascista, enquanto Venezia Giulia permanece no nome da região do Friuli-Venezia Giulia.  Já o nome "Venezia Euganea" nunca chegara a ser de uso geral, embora  tivesse sido empregado esporadicamente, durante o período fascista.
Para a Igreja Católica, a área corresponde à Região Eclesiástica do Trivêneto.
| Região                | Capital | População | área          |
| --------------------- | ------- | --------- | ------------- |
| Friuli-Venezia Giulia | Trieste | 1.227.841 | 7 862,3 km²   |
| Trentino-Alto Ádige   | Trento  | 1.053.205 | 13 605,5 km²  |
| Véneto                | Venezia | 4.927.153 | 18 407,42 km² |